# منشأة بني عثمان
قرية منشاة بنى عثمان هي إحدى القرى التابعة لمركز سنورس في محافظة الفيوم في جمهورية مصر العربية. حسب إحصاءات سنة 2006، بلغ إجمالي السكان في منشاة بنى عثمان 15298 نسمة، منهم 7986 رجل و7312 امرأة.